# Rivjärn

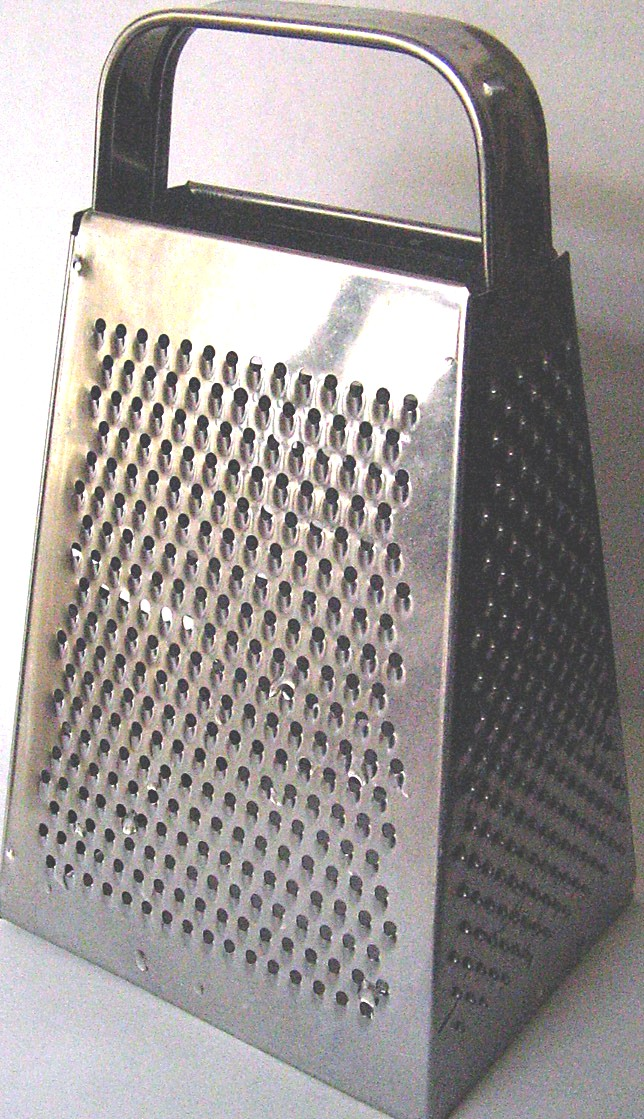
Ett klassiskt rivjärn.

Ett rivjärn är ett köksredskap som används för att riva livsmedel, exempelvis hårdost, skalade rotfrukter, citronskal, kokosnötter och större kryddor. Rivjärn är ofta gjorda av metall.
Klassiska rivjärn brukar ha fyra yttersidor, vara öppen i botten och toppen samt ha ett handtag ovanpå för att man ska kunna hålla rivjärnet på plats vid användning och förflytta det lättare. Varje yttersida består av hål, i en viss storlek, med vassa kanter. Genom att dra det man vill riva nedåt mot hålkanterna bildas strimlor, spån eller skivor beroende på hålens utformning. Den färdigrivna produkten hamnar i centrum av rivjärnet, så man kan använda rivjärnet stående på exempelvis en skärbräda. Rivjärn finns även i andra former och i olika storlekar.
Ordet "rivjärn" finns belagt i svenska språket sedan 1880.

## Alternativ till rivjärn

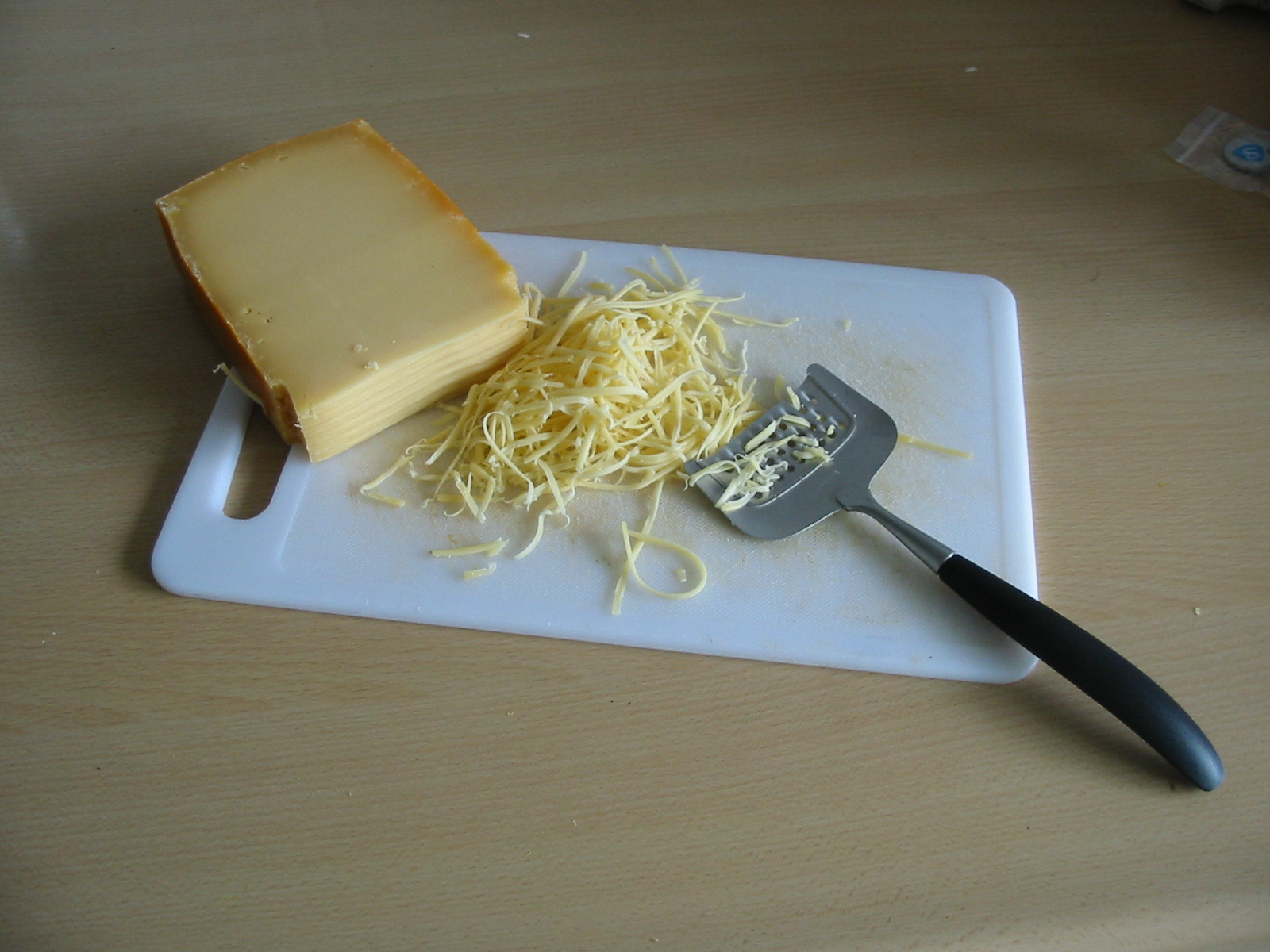
Ett alternativ till rivjärnet är rivhyveln.

Ett alternativ eller komplement till ett rivjärn är en rivhyvel, som påminner om en osthyvel men har små hål i stället för ett stort. Det är särskilt användbart då man önskar riva en mindre mängd ost direkt över en färdig maträtt.
Så kallade grönsaksrivare eller råkostkvarnar kan vara försedda med en vev och brukar ha utbytbara skärblad.
En mandolin med tillsatser kan också användas som rivjärn.
Vid rivning av stora mängder kan istället elektriska matberedare användas.